# Sarah Butler
Sarah Elizabeth Butler (Puyallup, 11 febbraio 1985) è un'attrice statunitense.

## Biografia
Nata a Puyallup, cittadina di Washington situata nella contea di Pierce, l'11 febbraio 1985, sin da piccola si interessa di canto e arte, partecipando a diversi concorsi. Durante gli studi si trasferisce a Los Angeles frequentando l'University of Southern California. Qui studia teatro e partecipa al musical La bella e la bestia a Disneyland per circa un anno e mezzo.

### Carriera televisiva
Debutta in televisione nel 2004, apparendo in alcuni episodi della serie tv Love's a trip. Nel 2007 è nel cast del cortometraggio statunitense Tobias_427, dove interpreta il ruolo di Jenny. L'anno successivo partecipa al film tv statunitense Flu Bird Horror, interpretando Eva e alla webserie di genere thriller Luke 11:17, dove interpreta Sandy per 4 episodi. Rimane stabilmente in tv con i ruoli di Kim Walderman e Alison Redman, in due episodi, delle rispettivamente ben più note serie tv CSI: Miami (2008) e CSI: NY (2010). Nel biennio 2009-2010 prende parte alla serie tv web I <3 Vampires, per quattro episodi, con il ruolo di Paige. Nel 2012 è Audrey nella serie tv Nuclear Family e partecipa anche ad un episodio della serie tv horror americana Twisted Tales diretta da Tom Holland.

### Carriera cinematografica
Debutta al cinema nel 2007, con una piccola parte nella film commedia A Couple of White Chicks at the Hairdresser. La consacrazione arriva però nel 2010, con il film horror revenge movie I Spit on Your Grave, remake dell'omonimo film del 1978, dove interpreta il ruolo della protagonista Jennifer Hills. Nel 2012 interpreta il ruolo di Amy nel fim Philly Kid insieme, tra gli altri, a Devon Sawa e Neal McDonough e l'anno successivo è nel cast del film drama horror The Demented, diretto da Christopher Roosevelt, dove interpreta il ruolo di Sharley insieme tra gli altri, agli attori Michael Welch e Kayla Ewell. Nello stesso anno prende parte anche al film Stranger Within - L'inganno, dove interpreta Sarah. Attualmente sta lavorando al film Treachery, diretto da Travis Romero, dove avrà il ruolo di Cecilia, una delle protagoniste.

## Filmografia

### Cinema
- A Couple of White Chicks at the Hairdresser, regia di Roxanne Messina Captor – cortometraggio (2007)
- Tobias_427, regia di Jun Diaz – cortometraggio (2007)
- I Spit on Your Grave, regia di Steven R. Monroe (2010)
- Philly Kid, regia di Jason Connery (2012)
- Treachery, regia di Travis Romero (2013)
- Zeta virus, regia di Christopher Roosevelt (2013)
- The Stranger Within - L'Inganno (The Stranger Within), regia di Adam Neutzsky-Wulff (2013)
- Free Fall – Caduta libera (Free Fall), regia di Malek Akkad (2014)
- I Spit on Your Grave 3 (I Spit on Your Grave III: Vengeance Is Mine), regia di R.D. Braunstein (2015)
- Un'infermiera pericolosa (Nightmare Nurse), regia di Craig Moss (2016)
- Before the Sun Explodes, regia di Debra Eisenstadt (2016)
- The Muse, regia di Melora Walters – cortometraggio (2016)
- Moontrap: Target Earth, regia di Robert Dyke (2017)
- Megan's Shift, regia di Zeke Farrow – cortometraggio (2017)
- All Light Will End, regia di Chris Blake (2018)
- Doubting Thomas, regia di Will McFadden e Anthony O'Brien (2018)
- Point Defiance, regia di Justin Foia (2018)
- Imaginary Order, regia Debra Eisenstadt (2019)
- Drowning, regia di Melora Walters (2019)
- Revenge for Daddy, regai di Tom Shell (2020)

### Televisione
- Love's a Trip – serie TV (2004)
- Flu Bird Horror, regia di Leigh Scott – film TV (2008)
- Luke 11:17 – serie TV, episodi 1x01-1x02-1x04 (2008)
- CSI: Miami – serie TV, episodio 7x05 (2008)
- CSI: NY – serie TV, episodio 5x17 (2009)
- I <3 Vampires – serie TV, 4 episodi (2009-2010)
- Nuclear Family, regia di Kyle Rankin – film TV (2012)
- Twisted Tales – serie TV, episodio 1x03 (2013)
- Average Joe – serie TV, 2x07 (2014)
- Castle – serie TV, episodio 7x07 (2014)
- CSI: Cyber – serie TV, episodio 1x09 (2015)
- Grey's Anatomy – serie TV, episodio 13x09 (2016)
- Quel nostro piccolo segreto (Infidelity in Suburbia), regia di David Winning – film TV (2017)
- Chi ha rubato la mia vita? (Woman on the Run) , regia di Jason Bourque – film TV (2017)
- NCIS - Unità anticrimine (NCIS) – serie TV, episodio 15x09 (2017)
- Counterfeiting in Suburbia, regia di Jason Bourque – film TV (2018)
- Tutti i segreti di mio marito (Woman on the Edge), regia di Troy Scott – film TV (2020)

## Doppiatrici italiane
Nelle versioni in italiano delle opere in cui ha recitato, Sarah Butler è stata doppiata da:
- Francesca Fiorentini[6] in Chi ha rubato la mia vita?
- Valentina Mari in The Stranger Within - L'Inganno
- Sara Ferranti in Grey's Anatomy[7]
- Silvia Avallone[8] in Un'infermiera pericolosa